# Isildur
Isildur (3209 D. v. – 2 T. v.) je fiktivní postava v knize Pán prstenů od J. R. R. Tolkiena.
Isildur je původem Númenorejec a je starším synem Elendila Vysokého.
Ve filmu Pán prstenů: Společenstvo prstenu jej hrál Harry Sinclair. Bývá popisován jako pán pyšný a činorodý.
Spolu se svým otcem Elendilem a bratrem Anárionem unikl ze zkázy Númenoru. Ještě před tím vykonal odvážný čin, při kterém téměř přišel o život v boji se Sauronovými strážci, když sám v přestrojení sebral plod z Bílého stromu (Nimlothu) v hlavním městě Númenoru Armenelosu. Ve Středozemi spolu s bratrem Anárionem založil říši Gondor. Nechal vybudovat věž Minas Ithil, v níž zasadil semenáček Nimlothu. Po jejím vyplenění zasadil další už v Minas Anor na památku svého bratra, který zemřel při bojích v Mordoru. Isildur je popsán jako nejzbrklejší ze všech pánů lidí a elfů v oné době. Poté, co Sauron zabil Elendila, mu Isildur uťal Prsten zlomeným otcovým mečem Narsilem. Isildur si navzdor Elrondovým a Círdanovým výzvám prsten ponechal. Po návratu z války se prohlásil svrchovaným pánem Dúnadanů na Severu i na Jihu. Instruoval svého synovce Meneldila k výkonu vlády v Gondoru a vymezil jeho hranice. Zasadil v Minas Anor Bílý strom a nechal v Anórienu vybudovat na hoře Eilenaer (od té doby zvána Amon Anwar - Pahorek bázně, později pak Rohiry Halifirien - Svatá hora) mohylu, do níž vložil truhlici s ostatky svého otce Elendila. K vzniklé svatyni se pak vázala takzvaná Isildurova tradice králů Gondoru. Po roce v Gondoru se rozhodl převzít vládu na severu. Zvolil cestu podél řeky Anduiny, jelikož se nejprve potřeboval stavit v Imladris, kde chtěl vyzvednout ženu a nejmladšího syna Valandila a poradit se s Elrondem. K dispozici měl pouze svoji dvousetčlennou gardu. Jeho družina byla cestou přepadena přesilou skřetů a pobita v bitvě na Kosatcových polích. Při útěku Isildura prsten zradil. Proto se mu také říká Isildurova zhouba. Jeho tělo vzala Anduina spolu s původním Elendilmirem (bílá hvězda z elfského křišťálu na mitrilové pásce, v Arnoru používán místo koruny), který tak zůstal na dlouhou dobu ztracen. Spolu Isildurem a jeho muži zde zemřeli i jeho tři starší synové Elendur, Aratan a Cyrion. Vládcem Arnoru se stal Valandil. Isildurovým dědicem je Aragorn.
| Nositel Vládnoucího prstenu | Nositel Vládnoucího prstenu | Nositel Vládnoucího prstenu |
| --------------------------- | --------------------------- | --------------------------- |
| Předchůdce: Sauron          | Isildur                     | Nástupce: Déagol            |

| Král Arnoru               | Král Arnoru | Král Arnoru        |
| ------------------------- | ----------- | ------------------ |
| Předchůdce: Elendil Věrný | Isildur     | Nástupce: Valandil |

| Král Gondoru                        | Král Gondoru | Král Gondoru       |
| ----------------------------------- | ------------ | ------------------ |
| Předchůdce: Elendil Věrný a Anárion | Isildur      | Nástupce: Meneldil |